# Esther Ze Naw
Esther Ze Naw (birmanês:  အက်စတာဇေနော; Xã, Myanmar, 14 de fevereiro de 1993) é uma ativista humanitária Kachin pelos direitos das minorias étnicas. Ela apareceu no Time 100 de 2021, junto com Ei Thinzar Maung.

## Infância e educação
Esther nasceu em uma região montanhosa no estado de Xã, Myanmar. Depois de se formar em administração no Instituto de Teologia de Myanmar, ela continuou seus estudos na Universidade de Chiang Mai e concluiu o mestrado em 2018. Ela também recebeu um diploma em ciência política da Universidade de Yangon e outro em estudos de paz e conflito da Universidade de Basileia.

## Atividades sociais e carreira política
Esther iniciou suas atividades sociais em 2011, quando encontrou o Tatmadaw (militar) e o Exército da Independência de Kachin (KIA), que desabou em Kachin e no norte do estado de Shan.
De 2010 a 2016, ela foi líder de jovens para o Instituto de Teologia de Myanmar, Movimento Cristão de Estudantes (Myanmar), Associação Nacional de Jovens Cristãos (YMCA-Myanmar), Convenção Batista de Kachin e Bolsa de Estudantes de Kachin (Yangon). Desde 2012, ela implementou 15 bibliotecas móveis, sob o nome de Candle Light Library, em campos de deslocados internos na área da fronteira entre Myanmar e China.
Esther também esteve envolvida no Acordo de Cessar-Fogo Nacional entre o governo e a Nationwide Ceasefire Coordination Team (NCCT) como documentadora técnica, do início de 2014 ao final de 2015. Ela atuou como representante de Myanmar na conferência Asia-Pacific Youth, Peace and Security 2017 e membro da equipe técnica na National Ethnic Youth Alliance. Ela começou a trabalhar como ativista pela paz na Kachin Peace Network, participando como coordenadora de jovens.
Esther foi uma das poucas pessoas que falou sobre as questões Rohingya e protestou contra a defesa dos militares de Aung San Suu Kyi na Corte Internacional de Justiça (CIJ) em dezembro de 2019. Ela criticou os políticos do NLD, que conquistaram a maioria dos assentos no parlamento, porque eles "negligenciam todas as questões de áreas étnicas", tornando as minorias "cidadãos de segunda classe em nosso próprio país". No entanto, após o golpe de fevereiro, Esther liderou protestos antimilitares junto com apoiadores do NLD, que concordam com "as mesmas demandas básicas".
Em 15 de setembro de 2021, Esther e Ei Thinzar Maung, um vice-ministro do NUG, foram incluídos na lista anual da Time das 100 pessoas mais influentes do mundo em 2021.